# 狄金生 (電視劇)
《狄金森的詩生活》（英語：Dickinson）是一部美國喜劇類網絡劇集，由艾蕾娜·史密斯開創，海莉·史坦菲德飾演艾蜜莉·狄金生。劇集於2019年11月1日在蘋果公司的線上串流媒體平台Apple TV+首播。2019年10月，蘋果在劇集首播前預訂第二季，於2021年1月8日播出。2020年10月，蘋果預訂劇集第三季，於2021年11月5日播出。

## 概要
故事背景設定在美國詩人艾蜜莉·狄金生生活的十九世紀，透過富有現代感的情愫和基調將觀眾帶入艾蜜莉的世界。這名初顯鋒芒的詩人以她極具想象力的視角，大膽探索當時的社會、性別和家庭等眾多熱點議題。劇集是艾蜜莉個人的成長史——一名女性為面向社會的自我發聲而奮鬥。

## 演員與角色

### 主要角色
- 海莉·史坦菲德 飾演 艾蜜莉·狄金生（Emily Dickinson）
- 托比·哈斯 飾演 愛德華·狄金生（Edward Dickinson）
- 珍·考克斯基 飾演 狄金生夫人（Mrs. Dickinson）
- 阿德里安·恩斯科（Adrian Enscoe） 飾演 奧斯汀·狄金生（Austin Dickinson）
- 安娜·巴雷什尼科夫（英语：Anna Baryshnikov） 飾演 拉維尼婭·狄金生（Lavinia Dickinson）
- 艾拉·亨特 飾演 蘇·吉爾伯特（Sue Gilbert）

### 常設角色
- 馬特·勞瑞亞 飾演 班·牛頓（Ben Newton）
- 古斯·哈珀（Gus Halper） 飾演 約瑟夫·萊曼（Joseph Lyman）
- 古斯·伯尼（Gus Birney） 飾演 珍·漢弗萊（Jane Humphrey）
- 蘇菲·扎克（Sophie Zucker） 飾演 艾比·伍德（Abby Wood）
- 阿萊格拉·哈特（Allegra Heart） 飾演 阿比亞·魯特（Abiah Root）
- Kevin Yee 飾演
- Chinaza Uche 飾演
- 塞繆爾·法恩斯沃思（Samuel Farnsworth） 飾演 喬治·古爾德（George Gould）
- 威茲·哈利法 飾演 死亡（Death）
- 約翰·穆蘭尼（英语：John Mulaney） 飾演 亨利·戴維·梭羅（Henry David Thoreau）
- 柔夏·瑪美德 飾演 露意莎·梅·奧爾柯特（Louisa May Alcott）

## 集數
| 季數 | 集数 | 集数 | 上線日期      | 上線日期       |
| 季數 | 集数 | 集数 | 首映          | 季终           |
| ---- | ---- | ---- | ------------- | -------------- |
| 1    | 10   | 10   | 2019年11月1日 | 2019年11月1日  |
| 2    | 10   | 10   | 2021年1月8日  | 2021年2月26日  |
| 3    | 10   | 10   | 2021年11月5日 | 2021年12月24日 |

### 第一季（2019年）
第一季共10集，由大衛·高登·格林、林恩·謝爾頓、賽勒斯·霍華德、斯塔西·帕森和帕特里克·諾里斯執導，艾蕾娜·史密斯、瑞秋·阿克斯勒、阿里·沃勒（Ali Waller）、肯·格雷爾（Ken Greller）、羅比·麥克唐納、海耶斯·達文波特和達琳·亨特執筆編劇。
| 總集數 | 集數 | 標題 | 譯名                 | 導演            | 編劇                         | 上線日期      |
| ------ | ---- | ---- | -------------------- | --------------- | ---------------------------- | ------------- |
| 1      | 1    |      | 因為我無法停下腳步   | 大衛·高登·格林  | 艾蕾娜·史密斯                | 2019年11月1日 |
| 2      | 2    |      | 我從未見過「火山」   | 大衛·高登·格林  | 艾蕾娜·史密斯＆瑞秋·阿克斯勒 | 2019年11月1日 |
| 3      | 3    |      | 狂野之夜             | 林恩·謝爾頓     | 艾蕾娜·史密斯＆阿里·沃勒     | 2019年11月1日 |
| 4      | 4    |      | 我無法獨處           | 林恩·謝爾頓     | 艾蕾娜·史密斯                | 2019年11月1日 |
| 5      | 5    |      | 我害怕擁有肉體       | 賽勒斯·霍華德   | 艾蕾娜·史密斯＆肯·格雷爾     | 2019年11月1日 |
| 6      | 6    |      | 短暫卻可忍受的病痛   | 賽勒斯·霍華德   | 瑞秋·阿克斯勒                | 2019年11月1日 |
| 7      | 7    |      | 我們因勝利而敗       | 斯塔西·帕森     | 羅比·麥克唐納和艾蕾娜·史密斯 | 2019年11月1日 |
| 8      | 8    |      | 一抹斜陽灑落         | 斯塔西·帕森     | 海耶斯·達文波特              | 2019年11月1日 |
| 9      | 9    |      | 「信念」是個微妙發明 | 帕特里克·諾里斯 | 達琳·亨特                    | 2019年11月1日 |
| 10     | 10   |      | 我在腦中舉行一場喪禮 | 帕特里克·諾里斯 | 艾蕾娜·史密斯＆阿里·沃勒     | 2019年11月1日 |

### 第二季（2021年）
| 總集數 | 集數 | 標題 | 譯名                   | 導演                | 編劇                         | 上線日期      |
| ------ | ---- | ---- | ---------------------- | ------------------- | ---------------------------- | ------------- |
| 11     | 1    |      | 在我的眼睛失明之前     | 克里斯托弗·斯托勒   | 艾蕾娜·史密斯                | 2021年1月8日  |
| 12     | 2    |      | 名聲是易變質的食物     | 克里斯托弗·斯托勒   | 瑞秋·阿克斯勒                | 2021年1月8日  |
| 13     | 3    |      | 我唯一見過的鬼魂       | 羅斯瑪麗·羅德里格斯 | 艾蕾娜·史密斯＆蘇菲·扎克     | 2021年1月8日  |
| 14     | 4    |      | 雛菊悄悄追隨太陽       | 羅斯瑪麗·羅德里格斯 | 羅比·麥克唐納                | 2021年1月15日 |
| 15     | 5    |      | 禁果有一種滋味         | 賽勒斯·霍華德       | 肯·格雷爾                    | 2021年1月22日 |
| 16     | 6    |      | 切開雲雀               | 賽勒斯·霍華德       | 艾蕾娜·史密斯                | 2021年1月29日 |
| 17     | 7    |      | 永遠由許多當下組成     | 斯塔西·帕森         | 耶爾·格林                    | 2021年2月5日  |
| 18     | 8    |      | 我是無名之輩！你是誰？ | 斯塔西·帕森         | 艾蕾娜·史密斯＆阿尤·艾德維利 | 2021年2月12日 |
| 19     | 9    |      | 我喜歡痛苦的表情       | 賽勒斯·霍華德       | 羅比·麥克唐納                | 2021年2月19日 |
| 20     | 10   |      | 你無法撲滅一種火       | 賽勒斯·霍華德       | 艾蕾娜·史密斯                | 2021年2月26日 |

### 第三季（2021年）
| 總集數 | 集數 | 標題 | 譯名                     | 導演          | 編劇          | 上線日期       |
| ------ | ---- | ---- | ------------------------ | ------------- | ------------- | -------------- |
| 21     | 1    |      | 「希望」是長著羽毛的東西 | 賽勒斯·霍華德 | 艾蕾娜·史密斯 | 2021年11月5日  |
| 22     | 2    |      | 活著令人感到羞恥         | 賽勒斯·霍華德 | 羅比·麥克唐納 | 2021年11月5日  |
| 23     | 3    |      | 靈魂綁上繃帶的片刻       | 待定          | 待定          | 2021年11月5日  |
| 24     | 4    |      | 這是我寫給世界的一封信   | 待定          | 待定          | 2021年11月12日 |

## 製作

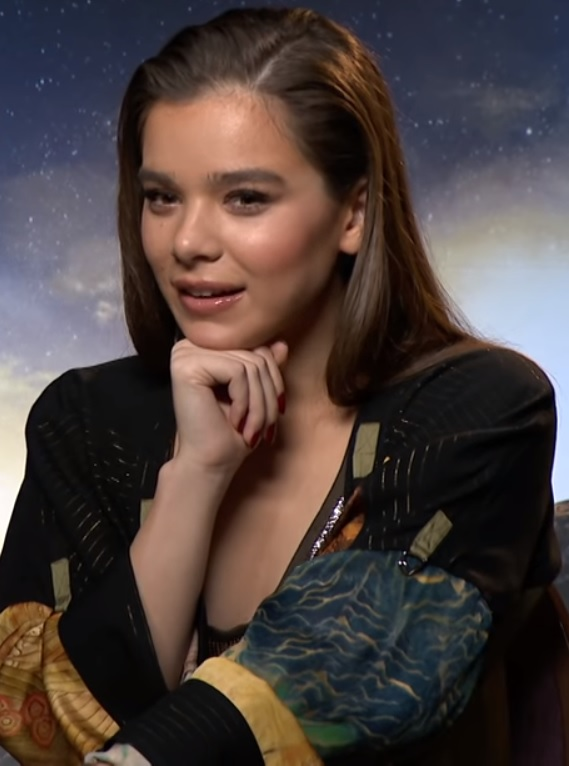
海莉·史坦菲德領銜出演女主角艾蜜莉·狄金生

### 開發
2018年5月30日，蘋果公司宣佈直接預定《狄金生》整季。劇集由艾蕾娜·史密斯開創，她與大衛·高登·格林、邁克爾·休格、阿什利·扎爾塔、亞歷克斯·戈德斯通和達琳·亨特共同擔當執行製片人。大衛·高登·格林有望執導劇集。製作公司包括wiip和Anonymous Content。2019年10月15日，報道稱蘋果在劇集首播前預訂第二季。2020年10月8日，蘋果預訂劇集第三季。

### 選角
隨著劇集宣佈確定將開發製作，海莉·史坦菲德確認領銜出演標題角色艾蜜莉·狄金生。2018年8月29日，珍·考克斯基確認出演主要角色。9月26日，托比·哈斯、安娜·巴雷什尼科夫、艾拉·亨特和阿德里安·恩斯科加入主演陣容。2019年1月29日，馬特·勞瑞亞確認出演常規角色。2019年9月，威茲·哈利法和約翰·穆蘭尼確認出演常設角色。

### 拍攝
劇集的主體拍攝於2019年1月7日在紐約開機。2019年3月17日，《紐約時報》稱劇集已經完成拍攝。

## 音樂
2019年9月14日，主演海莉·史坦菲德在翠貝卡電視節上表示，將於2019年9月19日釋出為劇集創作的單曲《來生》（"Afterlife"）。伊恩·赫爾奎斯特和索非亞·赫爾奎斯特為劇集作曲，第一季的音樂原聲帶數位版於2019年11月1日在iTunes上發行。
| 曲序     | 曲目     | 时长  |
| -------- | -------- | ----- |
| 1.       |          | 0:24  |
| 2.       |          | 1:11  |
| 3.       |          | 1:25  |
| 4.       |          | 0:42  |
| 5.       |          | 1:11  |
| 6.       |          | 0:55  |
| 7.       |          | 0:57  |
| 8.       |          | 1:38  |
| 9.       |          | 1:50  |
| 10.      |          | 1:09  |
| 11.      |          | 1:15  |
| 12.      |          | 0:24  |
| 13.      |          | 0:40  |
| 14.      |          | 1:38  |
| 15.      |          | 2:32  |
| 16.      |          | 1:32  |
| 17.      |          | 0:48  |
| 18.      |          | 0:54  |
| 19.      |          | 1:55  |
| 20.      |          | 0:58  |
| 21.      |          | 1:16  |
| 22.      |          | 1:30  |
| 23.      |          | 0:42  |
| 24.      |          | 3:10  |
| 25.      |          | 0:55  |
| 26.      |          | 1:55  |
| 27.      |          | 1:44  |
| 28.      |          | 2:00  |
| 29.      |          | 1:36  |
| 30.      |          | 1:49  |
| 31.      |          | 0:53  |
| 32.      |          | 0:59  |
| 总时长： | 总时长： | 42:27 |

## 宣傳與發行
2019年8月26日，蘋果發佈前導預告片，劇集將於2019年秋季首播。9月10日，蘋果在秋季新品發佈會上宣佈劇集定於2019年11月1日首播。9月19日，蘋果釋出另一支官方預告片。10月18日，蘋果再次釋出新預告片。2020年10月8日，蘋果宣佈第二季定於2021年1月8日首播。

### 市場營銷
《狄金生》第一集於2019年9月14日在翠貝卡電視節上點映。

## 迴響

### 評價
《狄金生》獲得一般好評。在影視匯總點評網站爛番茄上，劇集獲得83%的新鮮度，6.71/10分（18位劇評人）。《狄金生》在Metacritic網站上獲得了「普遍好評」，68/100分（13位劇評人）。

## 資料來源
1. 1 2 3  Andreeva, Nellie; Petski, Denise. . Deadline Hollywood. 2018-05-30  [2018-05-30]. （原始内容存档于2018-12-30） （美国英语）.
2. 1 2 3  . Apple TV+.   [2021-11-06]. （原始内容存档于2021-11-06） （中文（臺灣））.
3. ↑  Goldberg, Lesley. . The Hollywood Reporter. 2018-05-30  [2018-05-30]. （原始内容存档于2018-05-31） （美国英语）.
4. ↑  Iannucci, Rebecca. . TVLine. 2018-05-30  [2018-05-30]. （原始内容存档于2021-02-11） （美国英语）.
5. ↑  Otterson, Joe. . Variety. 2018-05-30  [2018-05-30]. （原始内容存档于2018-06-01） （美国英语）.
6. ↑  Chitwood, Adam. . collider.com. 2019-10-15  [2019-11-01]. （原始内容存档于2019-10-26） （美国英语）.
7. ↑  Peter White. . Deadline Hollywood. 2020-10-08  [2020-10-08]. （原始内容存档于2020-10-08） （美国英语）.
8. ↑  Andreeva, Nellie. . Deadline Hollywood. 2018-08-29  [2018-08-30]. （原始内容存档于2018-08-30） （美国英语）.
9. ↑  Petski, Denise. . Deadline Hollywood. 2018-09-26  [2018-09-26]. （原始内容存档于2018-09-26） （美国英语）.
10. ↑  Petski, Denise. . Deadline Hollywood. 2019-01-30  [2019-01-30]. （原始内容存档于2019-01-30） （美国英语）.
11. ↑  Yaoo, Noah. . Pitchfork. 2019-09-13  [2019-09-15]. （原始内容存档于2020-11-16） （美国英语）.
12. ↑  Yang, Rachel. . Entertainment Weekly. 2019-09-15  [2019-09-15]. （原始内容存档于2020-11-16） （美国英语）.
13. ↑  . On Location Vacations. 2019-01-07  [2019-01-07]. （原始内容存档于2019-01-08） （美国英语）.
14. ↑  Koblin, John. . The New York Times. 2019-03-17  [2019-03-24]. ISSN 0362-4331. （原始内容存档于2019-12-30） （美国英语）.
15. ↑  Wagmeister, Elizabeth. . Variety. 2019-09-14  [2019-09-16]. （原始内容存档于2021-01-25） （美国英语）.
16. ↑  . Twitter.   [2019-09-14]. （原始内容存档于2019-09-15） （美国英语）.
17. ↑  .   [2020-08-27] （美国英语）.
18. ↑  Thorne, Will. . variety. 2019-08-26  [2019-08-27]. （原始内容存档于2021-03-08） （美国英语）.
19. ↑  Hipes, Patrick. . Deadline. 2019-09-10  [2019-09-10]. （原始内容存档于2020-05-31） （美国英语）.
20. ↑  Barsanti, Sam. . A.V. Club. 2019-09-19  [2019-09-20]. （原始内容存档于2021-01-14） （美国英语）.
21. ↑  Romano, Nick. . ew.com. 2019-10-18  [2019-10-21]. （原始内容存档于2021-01-20） （美国英语）.
22. ↑  Thorne, Will. . Variety. 2020-10-08  [2020-10-08]. （原始内容存档于2020-11-16） （美国英语）.
23. ↑  Hayes, Dade. . Deadline. 2019-09-14  [2019-09-16]. （原始内容存档于2021-01-15） （美国英语）.
24. ↑  . 爛番茄.   [2019-10-30]. （原始内容存档于2021-01-12） （美国英语）.
25. ↑  . Metacritic.   [2019-10-30]. （原始内容存档于2020-11-16） （美国英语）.

## 外部連結
- 互联网电影数据库（IMDb）上《狄金生》的资料（英文）